# Marmelópolis
Marmelópolis este un oraș în Minas Gerais (MG), Brazilia.